# Die Brauerei von Eierschalen
Die Brauerei von Eierschalen ist ein Märchen. Es ist in den Irischen Elfenmärchen der Brüder Grimm an Stelle 6 enthalten, die sie 1825 aus Fairy legends and traditions of the South of Ireland von Thomas Crofton Croker übersetzten.

## Inhalt
Frau Sullivan fürchtet, ihr Baby wurde von Elfen mit einem Wechselbalg vertauscht, weil es über Nacht abgemagert ist und heult. Auf Rat einer Heilerin, der grauen Lene, kocht sie Eierschalen im Wasser. Darüber ist der Balg erstaunt und sagt mit der Stimme eines alten Mannes, das habe er in fünfzehnhundert Jahren nicht gesehen. Die Frau will ihn ins Wasser werfen, da ist es wieder ihr Kind.

## Anmerkung
Grimm vergleicht das fast identische Märchen in Grose's Provincial Glossary, in Walter Scotts Minstrelsy of the scottish Border II. 173, KHM 39 Die Wichtelmänner (drittes Märchen), S. Thiele I. 47. Die graue Lene (Ellen Liath, d. h. Helene mit dem grauen Haar) soll es wirklich gegeben haben. Sie war geistersichtig und konnte z. B. einer Frau den Tod ihrer zwei Söhne angeben und wann sie den Brief mit der Nachricht erhalten würde. Johanna Sullivan war eine junge Frau, die ihrem Schwager abschlug, ihm bei seinem Tod sein Unrecht an ihr zu vergeben. Seitdem verfolgte sie sein Geist. Lenes Rat, ihm zu vergeben, konnte sie nicht umsetzen, weil sie bei seinem Anblick ohnmächtig wurde. Lene sah darauf Johannas Tod und des Schwagers Seelenqualen voraus.